# Sérgio Milliet
Sérgio Milliet   (São Paulo, 20 de setembre de 1898 - São Paulo, 9 de novembre de 1966) va ser un poeta i assagista brasiler.

## Biografia
Del 1912 al 1920, Sérgio Milliet va viure a Ginebra, on va estudiar, i va ser a Suïssa on el jove poeta va publicar, en francès, les seves dues primeres col·leccions, relatives a un cert postsimbolisme sentimental. Aleshores va ser proper a l’unanimisme, i s'incorporà al grup de la revisió Le Carmel, dirigida pel poeta i futur psicoanalista Louis-Charles Baudouin.
A finals de 1920 torna al Brasil on va establir vincles amb els escriptors brasilers que aviat esdevindrien els membres més reconeguts del modernisme nacional, aleshores en formació (Mário de Andrade, Guilherme de Almeida, Oswald de Andrade, etc.). El seu bilingüisme li permet fer un pont entre el continent sud-americà i Europa. Va portar llibres francesos i va començar a traduir els seus amics brasilers per a la revista d'Anvers Lumière. Participa en la famosa Setmana d'Art Modern de febrer de 1922 que se celebra al Teatre Municipal de São Paulo, i contribueix a la primera revista modernista de São Paulo, Klaxon.
El 1923, va tornar a París, on sobretot es va fer amb Blaise Cendrars, i va publicar a Anvers una nova i darrera col·lecció escrita en francès, Œil-de-Bœuf. A París, també va trobar el seu compatriota Oswald de Andrade i la companya d'aquest últim, la reputada pintora Tarsila do Amaral.
Va ser al Brasil a principis de 1924 per rebre el seu amic Cendrars (qui va dedicar-li la seva Feuilles de route), en qui es va inspirar per crear les seves obres poètiques. Des de finals de 1924 fins a l'any 1925, encara es trobava a cavall d'ambdós continents. Encara escrivia en francès, en revistes on intentava donar a conèixer la literatura de la nova generació brasilera (a la Revue de l'Amérique Latine, en particular), però, sobretot, en portuguès, tant pel que fa als seus poemes com les cròniques que envia des de París a diverses revistes brasileres. També col·labora, molt ocasionalment, amb la revista d'Anvers de Michel Seuphor, Het Overzicht, on hi publica els seus propis poemes o traduccions dels seus amics brasilers.
La seva primera col·lecció composta en portuguès, Poemas análogos, va aparèixer al Brasil l'any 1927. Reuneix poemes composts durant un viatge a Europa, els anys 1923 i 1924, a les seccions "Milréis a duzia" i "Poemas analogos", i d'altres relatius al seu retorn definitiu al Brasil, els "Poemas brasileiros".
Es mostrarà un crític important, escrivint sobre la majoria dels seus contemporanis, participant en els debats interns del Modernisme, per exemple a la revista Terra roxa e outras terras de 1926 (va ser el primer a assenyalar la importància de Luis Aranha), i esdevenint, de facto, un crític i historiador central del modernisme brasiler, juntament amb Mário de Andrade.
Va ser director de la Biblioteca Mário de Andrade entre 1943 i 1959, on una sala porta avui el seu nom.